# George Landseer

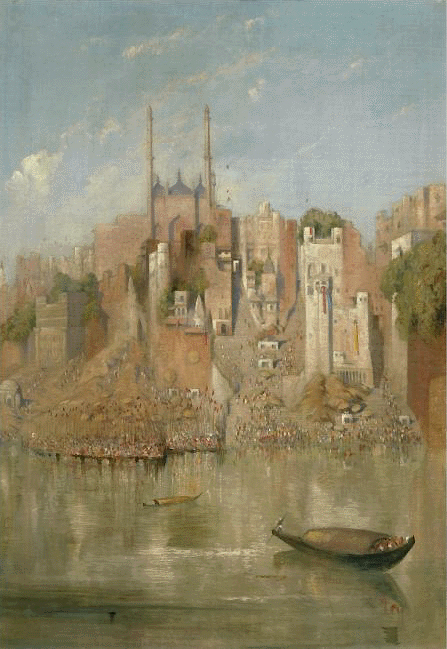
George Landseer: The Mahomeden temple at Bissasir Ghat, India, Benares, 1861. Öl auf Leinwand, 61 × 43 cm

George Landseer (1834 in London – 1878 ebenda) war ein englischer Porträt- und Landschaftsmaler der viktorianischen Epoche. Er entstammte einer britischen Künstlerfamilie: sein Vater war Thomas Landseer (1794–1880), ein bekannter Kupferstecher und Drucker, sein Onkel der erfolgreiche Tiermaler Sir Edwin Landseer (1802–1880). Die Malerinnen Emma Mackenzie und Jessica Landseer waren seine Tanten.
George Landseer präsentierte seine Gemälde zu biblischen und literarischen Themen in Ausstellungen der Royal Academy und der British Institution in London. 1840/41 erhielt er eine Medaille in Silber als Auszeichnung für seine Aquarelle von Vögeln und wilden Tieren.
1859 reiste er nach Indien. Dort entstanden zahlreiche Porträts und Landschaftsgemälde. Im Jahr 1870 kehrte George Landseer nach England zurück.